# Klooster Yesse

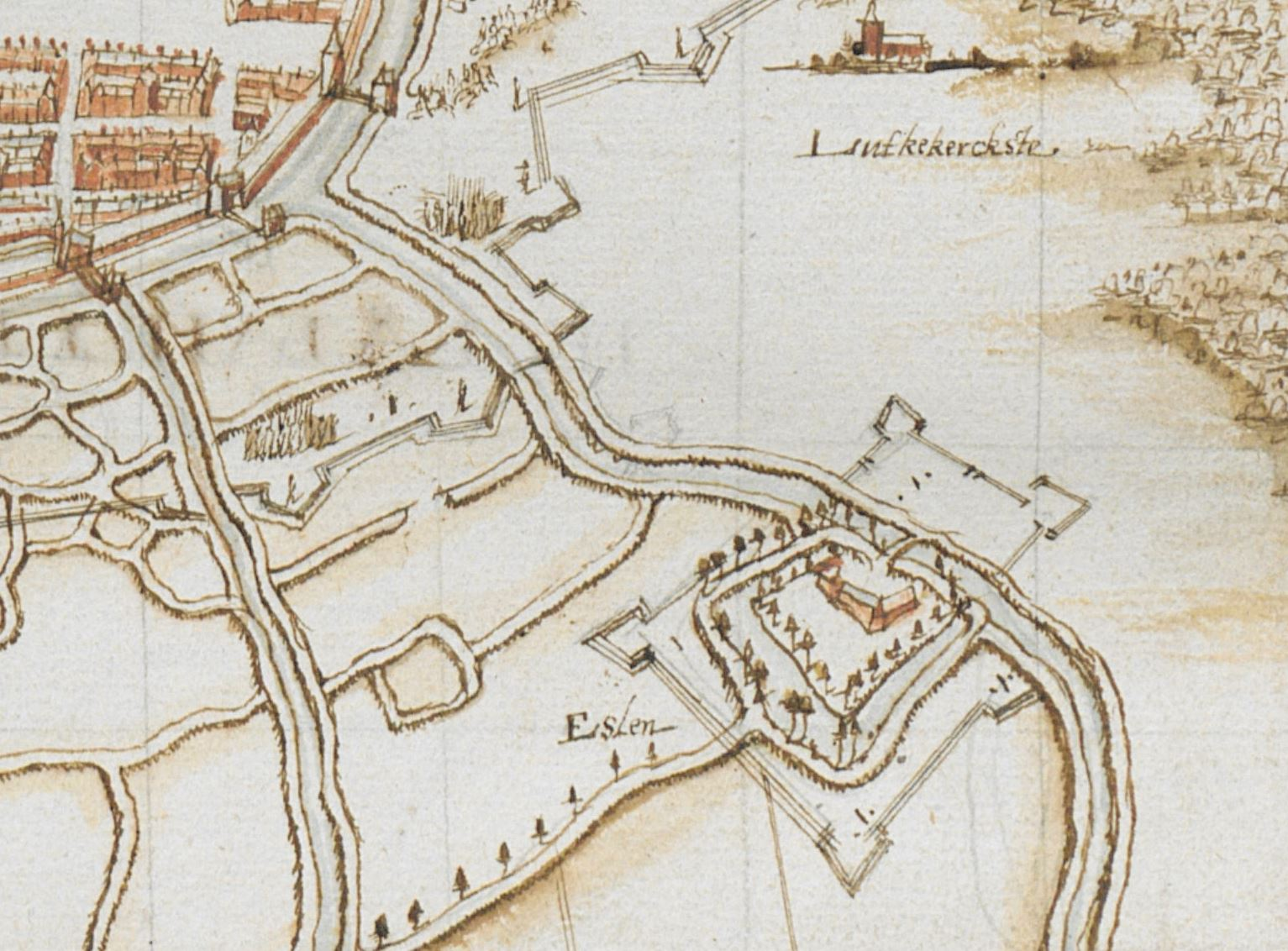
Het klooster met omringende schansen op een kaart van het beleg van Groningen van 1594, die verder niet erg precies is. Deze kaart vormt onderdeel van de atlas van Pierre Lepoivre

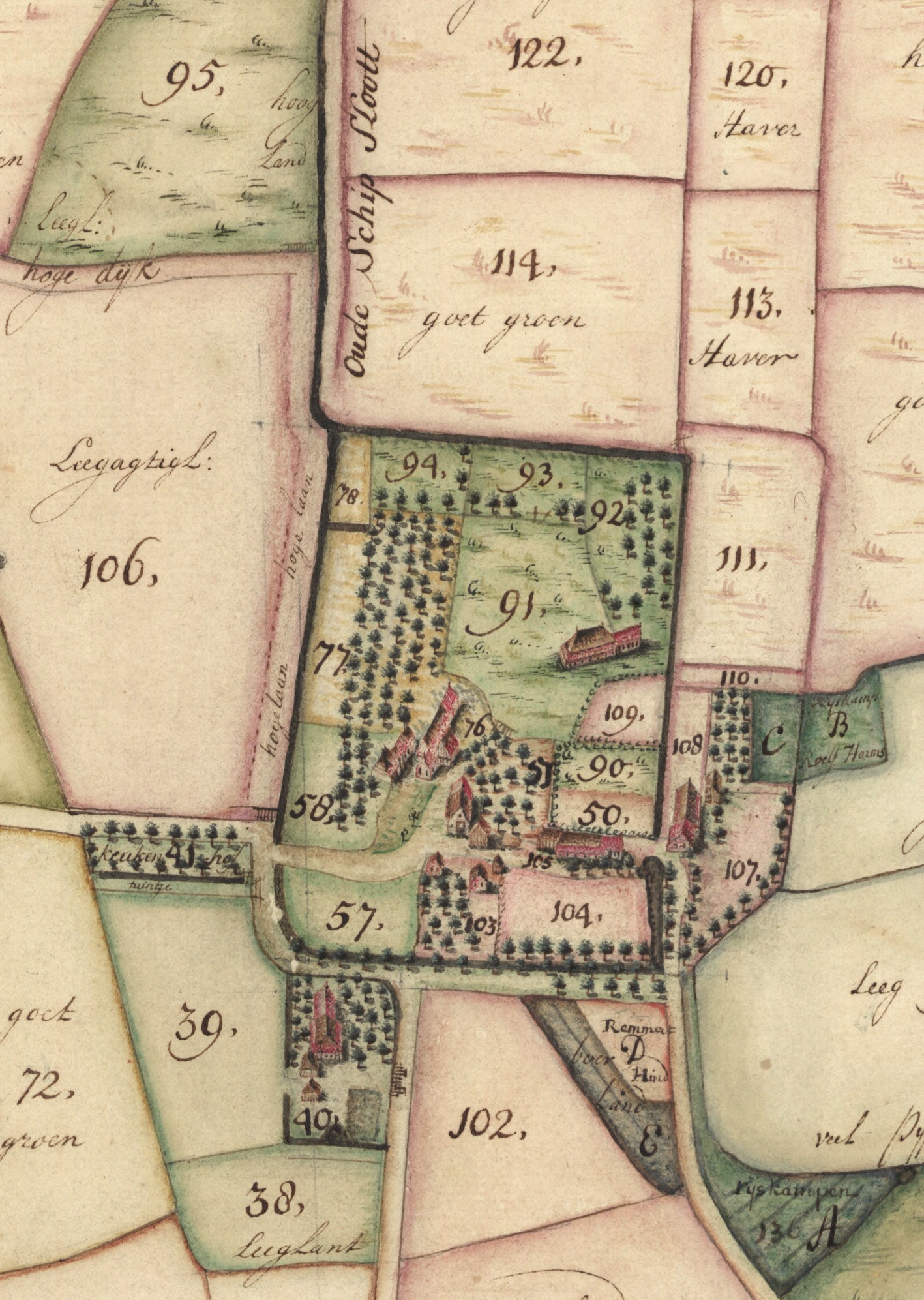
Plattegrond van Essen in 1732 (uitsnede van een kaart van Henricus Teysinga) met duidelijk zichtbaar de contour van het voormalige klooster, die ook tegenwoordig nog terug te zien is.

Het klooster Yesse of Jesse (later ook Essen genoemd), een cisterciënzer-vrouwenklooster dat zou zijn gesticht door de Groningse priester Dirk (Theodericus) in 1215 of 1216 en bestaan heeft tot de reductie in 1594, was gelegen op de plaats van de huidige buurtschap Essen, in de gemeente Groningen. Het dankt zijn naam aan de vader van Koning David, Jesse, Isaï of Yesse genaamd. In het klooster woonden dochters van gegoede families uit de stad Groningen. Daarnaast waren er vermoedelijk een of meer priesters aan het klooster verbonden.
Uit archeologisch onderzoek is vastgesteld dat op de plek van het klooster vóór de stichting een boerenbedrijf lag. Vermoed wordt dat, net als bij andere kloosterstichtingen, de eigenaar (mogelijk de genoemde Dirk) een deel van zijn familiebezit heeft afgestaan voor de stichting van het klooster.

## Mirakels
Al in de eerste jaren vonden in het klooster enkele wonderen plaats. Deze werden beschreven door Caesarius van Heisterbach, de schrijver van een visiterend abt uit het Zevengebergte. Hij beschrijft het wonder van een kaars die niet wilde doven, en het wonder van een bewegend beeld dat in het klooster stond. Dit beeld stelde een gekroonde Maria voor die haar kind op de arm draagt. Tijdens een mis nam Christus de kroon van het hoofd van zijn moeder en zette die zelf op; later zette hij de kroon op een passend moment weer terug. Het wonder bezorgde het klooster vermoedelijk bedevaartgangers met goede gaven, maar verschafte ook het klooster zelf aanzien: Yesse zou tot het einde van zijn dagen een bloeiende abdij blijven.
Abel Eppens bericht dat het in 1576 spookte rond het klooster, hetgeen waarschijnlijk als een ongunstig teken werd opgevat: Und dat daer groet gespens up den essche vor Groningen gehort worde.

## Middelen van bestaan
Aan het klooster was al het begin van de dertiende eeuw een meisjesschool verbonden. De nonnen leefden verder van de opbrengsten van het grootgrondbezit, het verhuren van baksteenovens en de handel in graan en turf. De orde van de cisterciënzers was bedreven in waterbeheersing en konden daarmee grond verbeteren die ze verkregen door schenkingen van vrome families of door aankoop van minder goede gronden. Qua omvang van het grondbezit werd Yesse in de loop der eeuwen het derde klooster van de provincie Groningen. De grote kloosters (Aduard was het rijkst) bezaten een derde van alle grond in de provincie.
Het klooster bezat landerijen in de omgeving van Onderdendam, in Gorecht, in Kostverloren (bij Groningen), Wolfsbarge, Kropswolde en Angelslo (bij Emmen). Het speelde een belangrijke rol in de waterstaatsorganisatie van het benedenstroomgebied van de Hunze en de Drentse Aa. Het klooster bezat voorwerken te Menkeweer (Rodewolt of Roowolt) en te Kropswolde. Op dat laatste voorwerk stond een Mariakapel, onder meer vermeld in een aflaatbrief van 1409. Verder land te Borger, waarbij in 1485 een korenmolen werd gebouwd. Het landbezit bedroeg na de reductie in 1595 bij de overdracht van de landerijen aan de provincie Stad en Lande ruim 3000 hectare (3173 hectare), waarmee het in oppervlak na Aduard en Termunten de op twee na uitgestrektste landerijen van Groningen bezat. In 1501 werd de parochie van Menkeweer geïncorporeerd. Een priester fungeerde vermoedelijk als dorpspastoor.
In 1249 sloot het klooster zich aan bij de cisterciënzers van Aduard, maar nadat de zusters steeds verder van de regel van Benedictus waren afgeweken, stapten ze in 1418 over naar de congregatie van Sibculo, die had gekozen voor de Moderne Devotie. De abt Johannes X van het cisterciënzerklooster Cîteaux zou de zusters in 1483 persoonlijk bezoeken om hen een hart onder de riem te steken.

## Einde van het klooster
In de zestiende eeuw heeft het klooster meerdere malen te lijden gehad van soldaten die om de stad Groningen vochten en in het klooster werden ondergebracht. Verstoken van soldij en voeding namen ze wat ze nodig hadden.
De belangstelling voor het kloosterleven was inmiddels sterk teruggelopen en sommige zusters kregen belangstelling voor het protestantisme. De abdis stuurde in 1576 in het geheim een brief an den predicant to Embden, hetgeen op een rel uitliep. De overheid maakte plannen om het klooster op te heffen. Stadhouder Rennenberg kreeg de landerijen in oktober 1579 toegewezen als tafelgoed en maakte van het klooster zijn hoofdkwartier. Rennenberg heeft er enkele maanden doorgebracht en hier zijn aanval op de stad voorbereid. Daarna hebben de Staatse troepen het klooster geplunderd. De priester heer Otten die optrad als pastoor van Menkeweer werd later gearresteerd omdat men hem bij de geuzen had gezien.

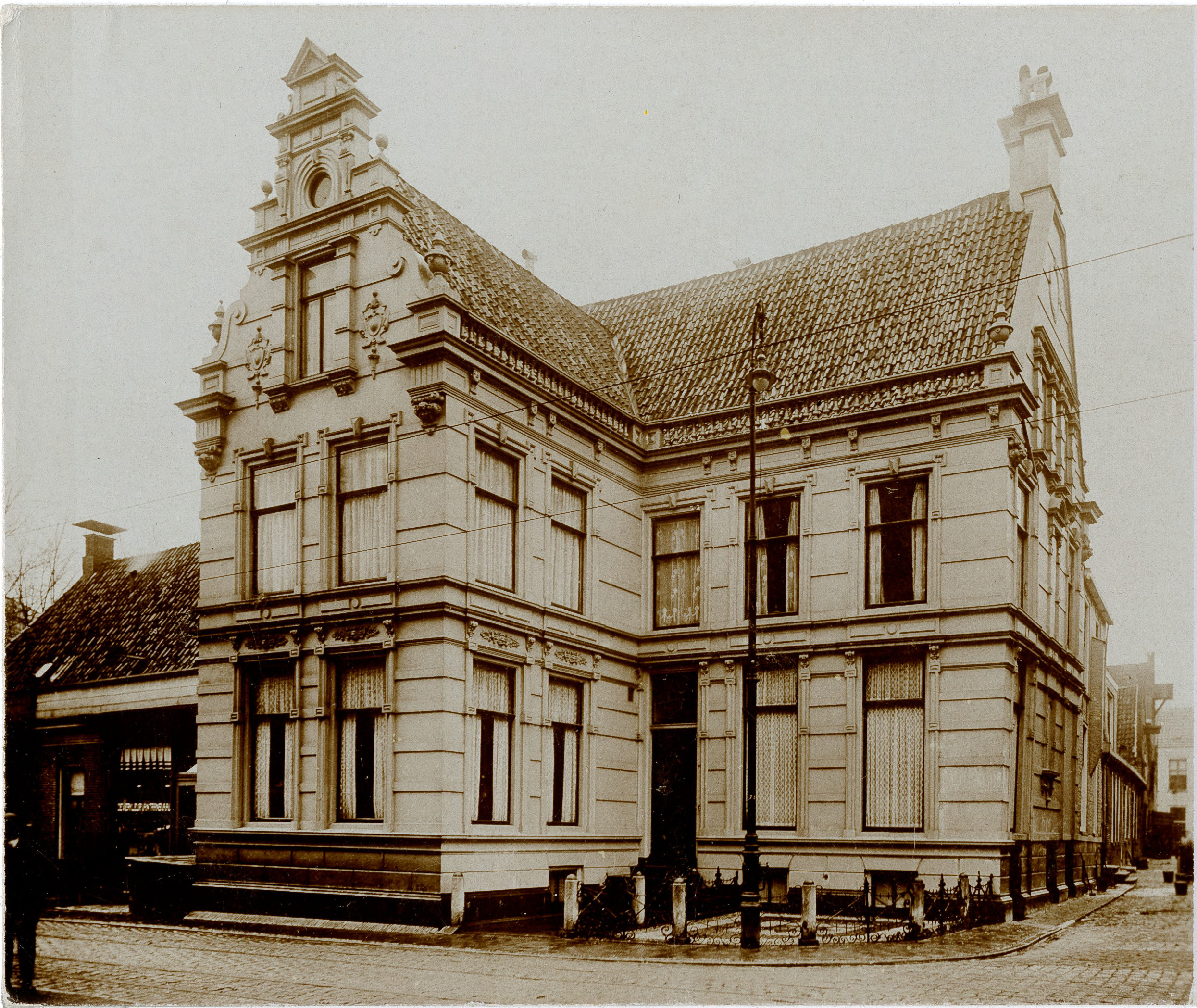
Groningen, Centrum, Herestraat 83: Esserhuis' of 'Sickinghehuis, anno 1916

Vanwege het oorlogsgeweld werd de zusters in 1589 buiten de muren van Groningen de grond te heet onder de voeten. Hoewel ze al vaker naar familie in Groningen waren gevlucht hebben ze toen door een goederenruil met telgen van het Groningse geslacht Sickinghe een pand op de zuidwestelijke hoek van het Zuiderdiep en de Herestraat in handen gekregen als refugium. De laatste overgebleven zusters zouden daarna niet meer terugkeren in Essen, ze werden tot hun dood onderhouden door de Provinciale Staten, waaraan de goederen waren vervallen. De laatste restanten van het klooster zijn rond 1890 opgeruimd.
In 1996 ontdekte prof. Jos Hermans (hoogleraar westerse handschriftkunde) in Paderborn bij toeval een handschrift dat in Essen door een monnik was geschreven. Het is niet bekend of er ook handschriften van vrouwen zijn of zijn geweest.

## Bezoekerscentrum en huidige toestand
In september 2006 is op de plaats van het voormalig klooster een bezoekerscentrum met informatie over het klooster Yesse geopend. In september 2015 is een deel van het historische kloosterterrein overgedragen aan Het Groninger Landschap.

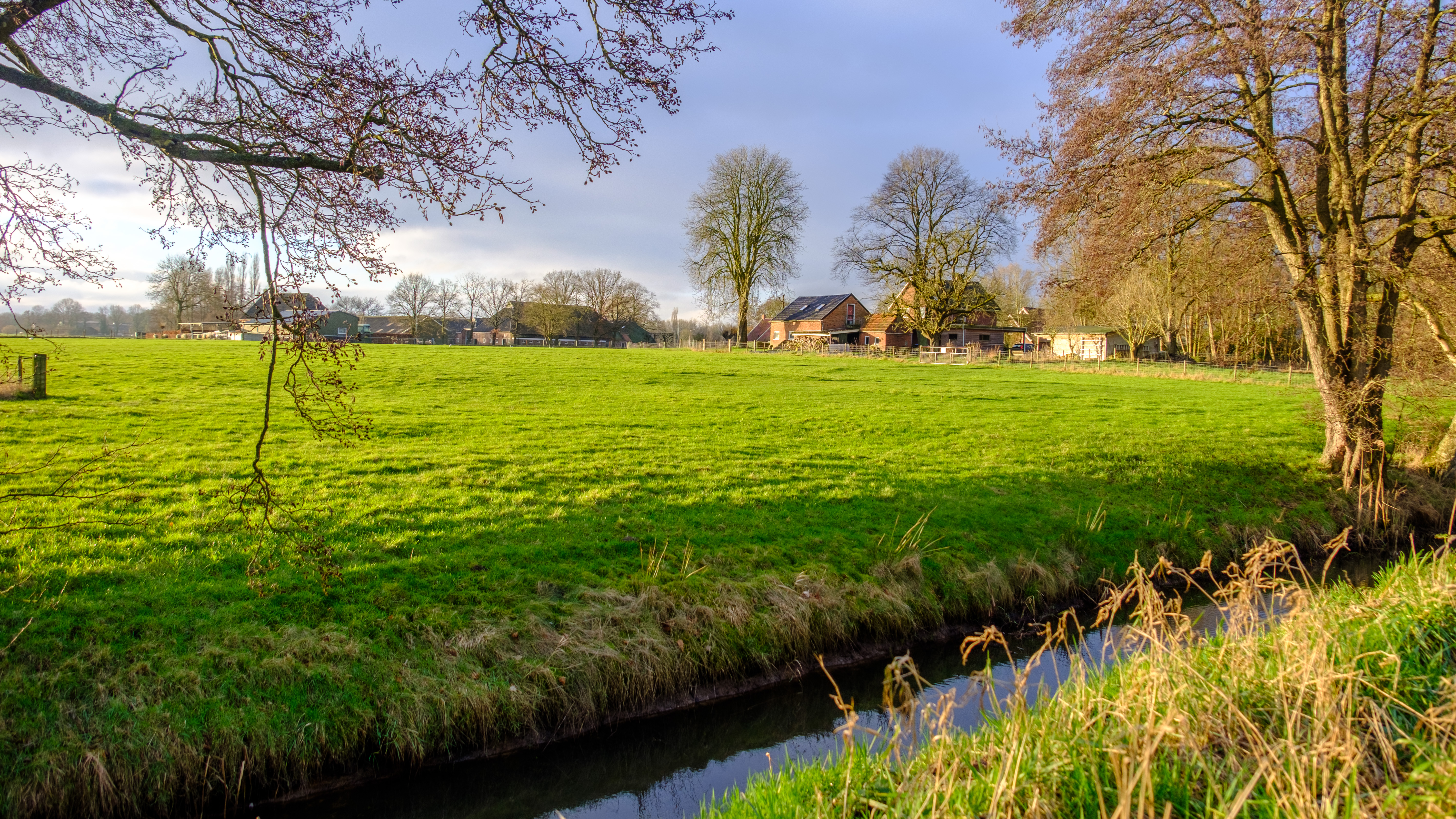
Kloosterterrein. De sloot op de voorgrond vormt een restant van de vroegere buitengracht. Deze gracht heeft waarschijnlijk als opvaart gediend naar de Hunze.
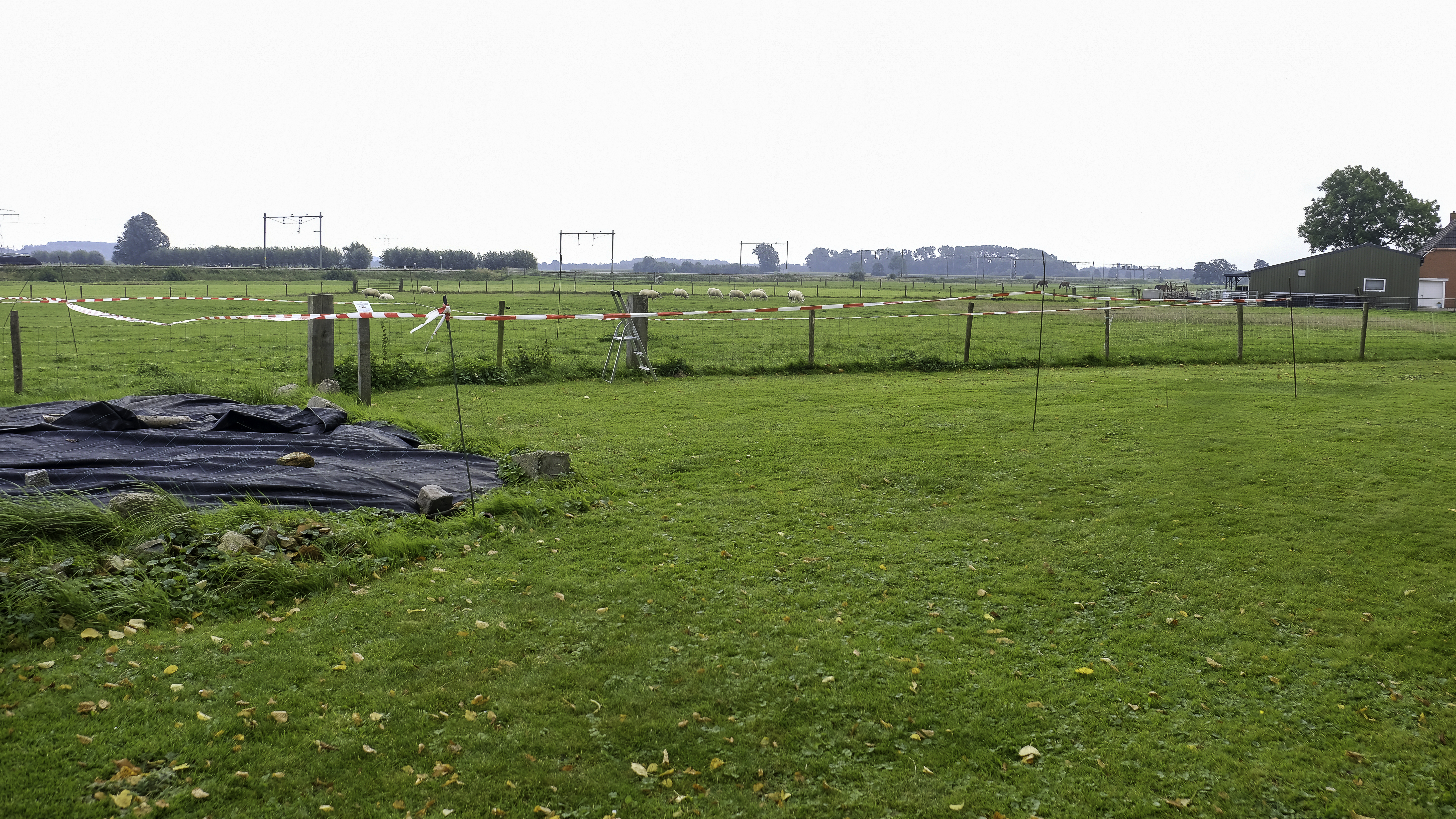
De omtrek van de vroegere kloosterkerk gemarkeerd met een lint.